# Нуклон
Нукло́ны (от лат. nucleus «ядро») — частицы, являющиеся основными составляющими атомного ядра. К нуклонам относятся только протоны и нейтроны.
С точки зрения электромагнитного взаимодействия протон и нейтрон — разные частицы, так как протон электрически заряжен, а нейтрон — нет. Однако с точки зрения сильного взаимодействия, которое является определяющим в масштабе атомных ядер, эти частицы неразличимы, поэтому и был введён термин нукло́н, а протон и нейтрон стали рассматриваться как два различных состояния нуклона, различающихся проекцией изотопического спи́на. Близость свойств изоспиновых состояний нуклона является одним из проявлений изотопической инвариантности. Количество нуклонов в ядре называется массовым числом ядра. Физические системы (ядра, атомы, молекулы) с одинаковым числом нуклонов называются изобарами; например, изобарами являются атомы 20Ne, 20Na и молекула 1H19F — в каждой из этих систем по 20 нуклонов.
Нуклоны относятся к семейству барионов (группа N-барионов). Они являются самыми лёгкими из известных барионов.

## Свойства нуклонов
| Название | Обозначение | Масса, МэВ | Время жизни в свободном состоянии | Электрический заряд | Проекция изоспина | Кварковый состав |
| -------- | ----------- | ---------- | --------------------------------- | ------------------- | ----------------- | ---------------- |
| Нейтрон  | n0          | 939,565    | 886 сек                           | 0                   | −1/2              | udd              |
| Протон   | p+          | 938,2726   | > 2,9⋅1029 лет                    | +1                  | +1/2              | uud              |